# Air Gear
Air Gear (エア・ギア, Ea gia) est un shōnen manga écrit et dessiné par Ōgure Ito (Oh! Great). Il a été prépublié dans le magazine Weekly Shōnen Magazine de l'éditeur Kōdansha entre novembre 2002 et mai 2012, et a été compilé en un total de trente-sept tomes au 17 juillet 2012. La version française est éditée par Pika Édition depuis le 15 novembre 2006, et l'intégralité des tomes est disponible depuis le 3 avril 2013.
Il a été adapté en une série télévisée d'animation de vingt-cinq épisodes par le studio Tōei animation en 2006. Trois OAV ont également été produits. L'anime est édité en France par Kazé.
Un chapitre épilogue est sorti dans le Weekly Shonen Magazine du 23 décembre 2015, soit 3 ans après la fin de la série.

## Histoire
Dans un futur proche, les évolutions technologiques ont permis de créer des rollers contenant un moteur surpuissant, appelés AT (Air Trecks), avec lesquels il est possible d'effectuer des figures et des sauts défiant quasiment les lois de la gravité. Les amateurs de ce sport se rassemblent en groupes (gangs).
Itsuki « Ikki » Minami est un collégien plutôt bagarreur vivant chez quatre filles qu'il considère comme ses sœurs qui l'ont recueilli alors qu'il était encore très jeune. L'une d'entre elles, Ringo, est secrètement amoureuse de lui. Ikki est le leader des "Higashi Guns" (ou Higachû) et se fait appeler "Babyface" par ses amis. Selon eux, il n'aurait aucun adversaire à sa taille au combat de rue. Il se bat un jour avec un gang de Storm Riders mais se fait battre à plate couture. Pour se venger, il décide de voler une paire de AT à l'une de ses sœurs. Depuis quelque temps, Ikki est intrigué par ces rollers, en partie à cause d'une fille qu'il vient voir s'entraîner et dont il est tombé amoureux. Il décide finalement de combattre ce gang, les Skull Saders, avec l'aide de ses sœurs qui forment en fait un gang appelé les "Sleeping Forest". Après ce combat, il se découvrira d'étonnantes capacités pour ces Air Trecks et finira finalement par former son propre gang de riders.

## Personnages

### Personnages principaux
- Ikki Minami (南 樹, Minami Itsuki?) : C'est le personnage principal du manga. Leader du gang des Kogarasu Maru, il est obsédé par l'idée de voler et ride sur la "Wing Road". Dans le manga comme dans l'anime, Ikki est souvent appelé Corbac, du fait qu'il héberge un corbeau, Kû, dans ses cheveux. Parmi ses tricks personnels, on peut trouver le Upper soul, un tourbillon ascensionnel autour d'un poteau vertical, le Round Traction Heel, qui allie la vitesse à l'équilibre lors de la descente d'une paroi verticale ainsi que le Moon Ride, un saut demandant de modifier son centre de gravité pour sauter plus haut et plus loin. Plus tard, Simca lui demandera de devenir le leader du meilleur gang du Japon, Genesis. Il fera aussi la rencontre de Sora, un ancien rider qui semble être l'ex-Roi du Vent. Grâce à lui, il apprendra beaucoup de choses sur la "Wing Road" et la façon de la maîtriser. Plus tard, son titre de "Roi du Vent" se transformera en "Roi des Tempêtes" et il ne ridera plus sur la "Wing Road" mais sur la "Route de l'Ouragan". Avant de se lancer dans l'Air Treck, il était le chef d'un gang de rue appelé les Higashi Guns (ou Higachû). Son ombre est généralement représentée par un énorme corbeau mais elle est parfois représentée par un guerrier en armure muni d'une épée et chevauchant une espèce d'oiseau métallique.

- Mikura Kazuma (美鞍 葛馬, Mikura Kazuma?) : C'est l'un des deux meilleurs amis d'Ikki, il faisait partie des Higashi guns avec Onigiri et Ikki, le leader. Il finira par se mettre à l'Air Treck sous l'influence d'Ikki. Plus tard, Spit Fire lui demandera de lui succéder en tant que "Roi du Feu". Considéré comme un rider furtif, il suit la "Route des Flammes" et est capable d'atteindre des vitesses prodigieuses. Son ombre est d'ailleurs représentée par un avion de chasse (ce qui accentue le parallèle avec Spit Fire qui était le nom du principal avion de chasse de la Royal Air Force durant la Seconde Guerre Mondiale).

- Onigiri (オニギリ?) : C'est le deuxième meilleur ami d'Ikki et est souvent surnommé "le porc". Il possède une façon de rider plutôt étrange : il ne porte qu'un seul Air Treck au pied, le deuxième est sur sa tête. Il ride donc à l'envers et en profite souvent pour regarder sous les jupes des filles. Il s'est autoproclamé le "Roi des Sens" et dit suivre la "Route des Odeurs". Sa technique consiste à produire des odeurs grâce à sa sueur qui provoquent des illusions (faisant "planer" ses adversaires). Il arrive même à provoquer des vapeurs "toxiques". Ses illusions et son "ombre" sont représentées par un porc en armure avec des outils sado-masochistes.

- Mihotoke Issa (御仏 一茶, Mihotoke Issa?) : C'est l'ex-leader des "Rois de la Nuit", surnommé "Yahoo" à cause de son métissage. Vaincu au début du manga par Ikki, il rejoindra son gang par la suite. Il a la spécificité de modifier son corps de façon à passer d'un corps gras à un corps très musclé grâce à un surplus de sang qu'il produit grâce à sa suralimentation. Il appelle d'ailleurs cette technique le "pump up". Son mouvement spécial est le Spinning Wallride Overbank 1800 Special qui est un enchainement de 5 tours successifs sur lui-même en se servant des rotations de ses bras afin de grimper des murs très hauts. Plus tard dans le manga, il développera d'autres capacités, notamment des tricks de soutien. Il est rebaptisé le "Roi des Montagnes" et ride sur la "Route du Roc". Son ombre est représentée par un tank.

- Akito/Agito/Rindo Wanijima : Jeune garçon de 14 ans, il possède différentes personnalités : Akito, qui est naïf, sur-actif, homosexuel et apparemment incapable de se battre à la suite d'un traumatisme, c'est en fait lui le vrai « Roi des Crocs » mais il laissera son titre à sa seconde personnalité ; Agito, sadique et cruel, est la principale figure combattante et apparemment la personnalité dominante du corps; en réalité, Akito/Agito possède encore une autre personnalité, Rindo ou Lind, selon les retranscriptions. Rindo est froid, déterminé, surpuissant au point qu'il est un danger pour le corps. Au début du manga, seuls Agito et Akito sont présents, mais à la suite de la (ré)apparition de Rindo, ces derniers tentent de le contenir de peur de sa puissance. Akito tombe amoureux d'Ikki alors que ce dernier assiste à un de ses combats, et s'échappe de l'emprise de son frère, Kaito. Agito est le « Roi des Crocs ». D'une nature extrêmement violente, Agito finira par se civiliser au contact des Kogarasu Maru. Il est très protecteur envers sa moitié, Akito. On apprend plus tard que Rindo est en fait Gazelle, la Première « Reine des Epines » et la mère biologique du corps d'Akito/Agito dont le père biologique est Kaito Wanijima. Son ombre est représentée par un énorme requin aux crocs acérés.

### Personnages secondaires
- Emiri Adachi (安達 絵美理, Adachi Emiri?) : C'est une des camarades de classe des Kogarasu Maru et la meilleure amie de Yayoi avec qui elle fait partie du club d'athlétisme. Elle est d'un tempérament énergique et assez coléreux et dispose d'une force incroyable (les Kogarasu Maru en font d'ailleurs souvent les frais). Sportive et motivée, elle aime l'Air Treck et surtout le gang. Elle est amoureuse de Kazu et fait tout pour qu'il la remarque. Plus tard, elle rejoindra les Kogarasu Maru. Elle jouera un rôle décisif dans certains combats du gang.

- Nakayama Yayoi (中山 弥生, Nakayama Yayoi?) : Elle est membre des Kogarasu Maru mais joue davantage le rôle d'entraîneur et soutient logistiquement les riders du gang. Elle est dans l'équipe d'athlétisme du lycée avec sa meilleure amie Emiri. Même si ça ne se voit pas au premier coup d’œil, elle s'entend très bien avec Akito. Elle possède les habilités d'une tuneuse et deviendra le soutien harmonique d'Agito.

- Wanijima Kaito : C'est le chef du G-men également connu sous le nom du "Crocodile de Shinjuku". Il est également le grand frère d'Agito dont il se servait comme d'un outil pour arrêter les Storm Riders. Plus tard dans le manga on appendra qu'Agito/Akito est en fait son fils et celui de Gazelle.

- Masaya Orihara (折原 征也, Orihara Masaya?) : C'est le CPE du lycée des Kogarasu Maru et de Ringo. Il a 31 ans. Il essaie toujours de faire tenir en place les Kogarasu Maru mais y arrive rarement, ce qui le rend colérique. Il est très proche du directeur et a un faible pour Mlle Tomita à qui il conseille vivement d'être plus sévère avec ses élèves. Il est ceinture noire de karaté et avant il faisait du Judo. Il dispose d'une connexion avec le monde de l'Air Treck.

- Mari Tomita (富田 毬, Tomita Mari?) : C'est une prof des Kogarasu Maru et de Ringo. Ses élèves la surnomment Tom-Tom ou Mlle Ton. Elle est naïve, de nature parano et croit toujours qu'elle va être violée, ce qui ne l'empêche pas de porter des vêtements très aguicheurs. Elle est également très laxiste avec ses élèves.

- Jabba : C'est la tenancière du shop "Grand Slum". Elle confie les Bagrams (noyau des Régalias du Vent) à Ikki au début de l'histoire.

- Korojii : C'est le directeur de l'école des Kogarasu Maru. C'est un vieil homme assez mystérieux et nonchalant. Il fait de l'Air Treck et garde un œil sur Ikki.

### Les Rois des Routes
Les huit rois et reines des Sleeping Forest formaient autrefois l'équipe la plus puissante de tout le monde de l'Air Treck.
- Sora : Roi du Vent (le plus proche du titre de Roi Du Ciel) ⇒ Sora
- Kilik : Roi des Gemmes ⇒ Nike
- Rika : Reine des Épines Gazelle ⇒ Rika ⇒Ringo
- Spit Fire : Roi du Feu ⇒Spitfire  ⇒ Kazu
- Makigami : Reine des Liens ⇒Kururu
- Falco : Roi des Crocs ⇒ Akito ⇒ Agito
- Don Tores : Roi du Grondement ⇒ Yoshitsune (Déchu)
- Black Burn : Roi du Tonnerre ⇒ Nué

Ce sont d'autres rois. Néanmoins ils ne sont pas officiellement considérés comme tels.
- Gabishi : Roi des Cornes
- Om : Reine de l'Eau
- Gauvain : Roi des Glaives

Ikki crée une nouvelle Route, la "Route de l'Ouragan", et devient donc le neuvième roi.
- Ikki : Roi des Tempêtes

## Les Gangs

### Kogarasu Maru
Voir personnages principaux, Adachi Emiri et Nakayama Yayoi.

### Sleeping Forest
Les ex-Sleeping Forest étaient composés de huit rois et étaient considérés comme le gang le plus puissant à l'époque et celui qui s'approchait le plus du sommet du Tropaïon. Après la trahison de Sora, les Ex-Sleeping Forest se sont éparpillés, et certains ont reconstitué les Sleeping-Forest tandis que d'autres ont créé un gang appelé Genesis dont le seul but est de récupérer les Régalias du ciel.
Ex-Sleeping Forest :
- Takeuchi Sora : Voir le gang Genesis.

- Kilik : C'est le frère jumeau de Simca. Il est le "Roi des Gemmes", et ride sur la "Route de Gaïa". Il fait partie de la première génération de Gravity Children dont il était considéré comme le plus puissant. Il s'entendait très bien avec Sora jusqu'à ce que celui-ci le trahisse et veuille s'emparer des Régalias du Ciel. À la suite de cela, il a rassemblé d'autres Gravity Children pour pouvoir s'opposer à lui. Il possède toujours son titre de Roi mais il s'est fait voler ses régalias par Nike après son combat contre Sora.

- Noyamano Rika : C'est la plus âgée des sœurs Noyamano. Elle est lutteuse professionnelle dans la vie courante. Auparavant elle faisait partie des Sleeping Forest en tant que "Reine des Epines", titre qu'elle a cédé à sa sœur Ringo. Contrairement aux membres de la première génération des Sleeping Forest, elle n'est pas une Gravity Child. Auparavant elle sortait avec Sora sans être consciente de ses véritables intentions quant aux régalias du Ciel. À la suite de l'altercation entre lui et Kilik, ils décident de rompre et Sora remet l'insigne des Sleeping Forest à Rika. Celle-ci décide alors d'abandonner l'AT et de céder sa place à Ringo. Par la suite, nous verrons que Rika est alliée avec Sora dans le but de récupérer les régalias du Ciel.

- Spit Fire : Voir le gang "Genesis".

- Makigami Ine : Voir le gang "Tool Toul To".

- Falco : C'est l'ancien "Roi des Crocs". Il perdra énormément de sa puissance après le combat contre Kilik.

- Don Tores : C'est l'ancien "Roi du Grondement".

- Black Burn : C'est l'ancien "Roi du Tonnerre" et père de Nué.

Nouveaux Sleeping-Forest :
- Noyamano Ringo : C'est l'amie d'enfance et sœur adoptive d'Ikki dont elle est amoureuse. C'est elle qui l'a encouragé à se lancer dans l'Air Treck. Elle succède à Rika en tant que nouvelle "Reine des Epines" et suit donc la "Route des Ronces", mais devient également la chef des Sleeping Forest. Ringo signifie "Pomme".

- Noyamano Mikan : C'est une des sœurs adoptives d'Ikki. C'est un garçon manqué et elle est assimilée à un gorille femelle en raison de son caractère brutal et violent. Elle n'hésite d'ailleurs pas à punir Ikki avec différentes prises de catch. Elle est la "Reine du Vent" des Sleeping Forest et ride sur la "Route des Bourrasques

". Mikan signifie "mandarine".
- Noyamano Shiraume (Ume) : C'est la cadette des sœurs Noyamano. Malgré son jeune âge, elle a déjà le niveau d'un Roi. On ne sait pas grand chose sur la route qu'elle suit mais elle semble très douée en bricolage et en informatique, on peut donc supposer qu'elle est l'équivalent de la "Reine des Liens". Néanmoins elle semble également douée en combat car elle arrive à battre facilement Ikki dans la tour du Tropaïon. Son passe-temps est de créer des poupées. Ume signifie "prune".

- Kilik : Voir le gang "Ex-Sleeping Forest".

- Gabishi : Il est un des premiers Gravity Children à avoir été recrutés par Kilik après son altercation avec Sora. Il est le "Roi de la Corne" bien qu'il ne soit pas officiellement considéré comme un roi. Il est d'un tempéramment violent et sadique lorsqu'il combat, ce qui lui a valu beaucoup de remontrances de la part de ses ennemis. Ses vêtements noirs renforcent l'image négative qu'il donne. Il aime les crânes.

- Om : Tout comme Gabishi, c'est une Gravity Child recrutée par Kilik pour les Sleeping Forest actuels. Elle est la "Reine de l'Eau" et ride sur la "Route des Bulles" bien qu'elle aussi ne soit pas considérée comme une reine officielle. Elle est rusée et adore les sucreries, notamment les sucettes. Elle aime aussi les gens forts mais déteste perdre.

### Genesis
- Takeuchi Sora (武内 空?) : Il fait partie de la première génération des Gravity Children et est également l'ancien chef des Sleeping-Forest et « ex-Roi du Vent ». Il abandonne ce titre après avoir perdu l'usage de ses jambes à la suite du combat mené contre Kilik. Il finira par reprendre son titre de « Roi du Vent » en se greffant des jambes artificielles et créera Genesis avec l'aide de son frère jumeau Nike et Simca dans le but de s'emparer des régalias du Ciel au sommet de la Tour du Tropaïon. Il avait eu autrefois une relation avec Rika avec qui il a rompu après son combat contre Kilik mais semble rentamer une relation avec elle lorsqu'elle vient le voir pour lui parler d'Ikki.

- Takeuchi Nike (武内 宙?) : C'est le frère jumeau de Sora. On le surnomme Nike (Naï-ké). Il vit en Amérique et est actuellement le rider le plus fort de Genesis. Il ride sur la "Route de Jade" qui est née de l'utilisation combinée de la « Wing Road » (car à la base il était « Roi du Vent », tout comme son frère) et de la « Route de Gaïa » amplifiée par le pouvoir des Régalias de la Pierre qu'il a volés à Kilik pendant son combat contre Sora. Il voue une haine sans pareille à Kilik car c'est lui qui a tout pris à son frère (à savoir ses jambes). On découvrira plus tard qu'il est en fait le chef réel de Genesis, Simca n'étant qu'un leurre.

- Simca : C'est la chef de Genesis. Son but est de réunir tous les rois et leurs régalias pour conquérir la Tour du Tropaïon et prendre les régalias du Ciel. Au début, elle voulait manipuler Ikki pour le propulser au rang de chef de Genesis et ainsi éviter le combat avec les Sleeping Forest (notamment grâce à la relation qui unit Ikki à Ringo, la reine des Sleeping Forest). Mais elle a ensuite découvert son talent et s'est mise à croire fortement en lui en qui elle espère voir le nouveau "Roi du Vent". Auparavant elle faisait partie de la Tool Toul To mais a quitté l'équipe pour suivre Sora dans Genesis. C'est également la sœur jumelle de Kilik. On la surnomme "l'Hirondelle". Elle est la "Reine des Liens" de Genesis et est attirée par Ikki.

- Spit Fire : C'est un des seuls Storm Riders issus de la première génération des Sleeping Forest détenant encore son titre de Roi. Il est donc le "Roi du Feu" et suit la "Route des Flammes" et est également un Gravity Child. Plus tard, il cèdera son titre à Kazu avant de mourir tué par Nike. Il avait perdu plus de la moitié de sa puissance lors du combat contre Kilik.

- Nué : Il est l'actuel "Roi du Tonnerre" et ride sur la "Route des Hauteurs". Il est en parallèle le chef des "Black Crow", une équipe constituée de 20 Gravity Children (lui-même en étant un) issus de la 2e génération. C'est quelqu'un d'intelligent, d'attentif et d'assez posé. Malgré des avis divergents par rapport à Sora, il décide de rester dans Genesis car celui-ci a promis de faire un monde où les Gravity Children pourront vivre. De plus, il déteste son père Black Burn, pour une raison encore inconnue.

- Sano Yasuyoshi ou "Aîon" : voir le gang "Behemoth"

- "Vercingétorix ou "Orca")" : C'est un Gravity Child très ami avec les orques. Il peut d'ailleurs garder sa souffle sous l'eau pendant très longtemps. On le voit se battre pour la première fois contre Agito lorsque les Kogarasu Maru sont en retraite dans les montagnes et c'est lui qui permettra à Rindo de sortir. Il se battra ensuite contre Buccha sur le porte-avions. Il est le "Roi des Crocs" de Genesis.

- Locke Alexander :  C'est un Gravity Child possédant un niveau de combat de 262. Il considère Aiôn comme son rival mais il se fera battre à plate couture par ce dernier. Il est le "Roi des Flammes" de Genesis.

- Arthur dit "Le Miroir" : Faible à première vue, il est en fait le "Roi du Grondement" de Genesis. Son corps tout entier constitue les régalias du Grondement.

- Charlotte : Ressemblant à une fille et portant une robe Charlotte est en fait un garçon. Ami avec Arthur, Charlotte aurait dû être le roi du Grondement mais il a été gravement blessé par Nike et perdit des organes, c'est pour le sauver qu'Arthur a donné ces organes et a intégré les régalias du Grondement dans son corps.

- Merlin

- Grail Morrigan

### Behemoth (Branche de Genesis)
- Udo Akira ou "La Bête" : C'est le leader des Behemoth. C'est un ancien ami d'Agito avec qui il faisait partie du G-men qu'il finira par quitter après son combat contre Agito. Lors de ce duel, il a pris possession des Régalias des crocs mais les a donnés à  Agito après sa défaite contre les Kogarasu Maru. Il décide ensuite de dissoudre les Behemoth et de retourner dans le G-men pour devenir le bras droit de Kaito.

- Sano Yasuyoshi ou "L'Horloge Cyclique d'Aîon" : C'est un des quatre carnassiers des Behemoth, il suit la "Route des Flammes". Il s'était disputé à l'époque le titre de "Roi du Feu" avec Spit Fire qui l'a alors vaincu. Il a donc décidé de rejoindre les Behemoth. Après la dissolution du gang, il rejoint Genesis et semble avoir une aversion pour les femmes exceptées Simca et Ryô Mimasaka dont il est très proche. Il se battra aux côtés de Spit Fire contre les frères Sora et survivra. Il sera alors forcé de rejoindre Genesis qu'il finira par trahir pour s'allier aux Kogarasu Maru, mais restera malgré tout proche de Genesis qui retient Ryô Mimasaka prisonnière. Il vole les régalias des Flammes de Kazu, en expliquant qu'ils lui seraient plus utiles à lui qu'à Kazu.

- Bando Mitsuru ou "Le Marteau du Cyclope" : C'est un des quatre carnassiers des Behemoth. Il excelle dans le combat rapproché grâce à sa force démesurément grande. Après la dissolution des Behemoth, il forme son propre gang et devient un grand ami d'Ikki qu'il viendra aider sur le porte-avions de Genesis.

- Goshogawara Fûmei ou "La Bombe d'Hécatonchirès" : C'est un des quatre carnassiers des Behemoth. Il peut déboîter ses articulations pour allonger ses membres et ainsi attaquer sur de très grandes distances. Son style de combat est comparable à celui d'une guêpe d'Afrique. Après la dissolution des Behemoth, il rejoint le gang de Mitsuru.Il vient lui aussi en aide à Ikki sur le porte-avions de Genesis.

- Mimasaka Ryô ou "Le Bouclier de la Gorgone" : Le dernier des quatre carnassiers des Behemoth. Elle possède des tatouages invisibles à l'œil nu qui apparaissent seulement lorsque sa peau rougit sous l'effet d'une forte chaleur due aux efforts physiques. Ces tatouages ont le pouvoir d'hypnotiser ses adversaires. Elle ride sur la "Route de Gaïa", tout comme Kilik et Niké. Elle était autrefois persécutée par les autres Storm Riders, elle s'est donc refermée sur elle-même. Elle est très proche d'Aiôn qu'elle connait depuis très longtemps et semble éprouver des sentiments pour lui. Elle travaille d'ailleurs sous ses ordres après la dissolution du gang. Elle sera faite prisonnière par Sora après le combat sur l'immeuble Sano dans le but de faire pression sur Aiôn.

### Le Trident (Branche de Genesis)
- Yoshitsune : C'est l'un des leaders du Trident qui est un gang de Kyoto affilié à Genesis. C'est l'ancien  "Roi du Grondement" . Il suit "l'Over Road". C'est un brillant tacticien. Il décide de rester dans Genesis, non pas par fidélité à Sora, mais parce qu'il pense qu'il serait intéressant pour son gang de combattre les Kogarasu Maru. Selon Benkei, il est sérieux seulement quand il enlève ses lunettes. Il meurt lors de l'assault de Genesis sur Osaka (il parvient quand même à tuer Perceval et Gauvain, et cède uniquement parce que ceux-ci menacent de détruire la ville), Sora décrétant qu'un roi qui n'est pas un Gravity Child est inutile, il lègue ses régalias à Ikki dans le but de faire de lui le "Roi des Tempêtes".

- Benkei : C'est le bras-droit de Yoshitsune et un des leaders du Trident. Elle n'a pas atteint le statut de Roi mais a démontré qu'elle était capable de faire face aux tenants des titres. C'est une femme de caractère qui sait garder son sang froid en toutes circonstances. Elle perdra sa jambe droite durant l'assaut de Genesis sur Osaka.

- Hatakeyama : C'est le troisième "leader" du Trident. Ce n'est pas une personne mais un ordinateur où les membres du Trident parlent des riders, des évènements et d'autres sujets qui portent sur l'AT.

### Tool Toul To
- Makigami Ine : C'est l'ancienne "Reine des Liens" des Sleeping Forest qui suivait la "Route du Diapason". Elle est la propriétaire de la Tour du Tropaïon. C'est elle qui a formé Kururu pour qu'elle lui succède. Dans la vie courante, elle dirige un hôpital. Elle a eu une aventure avec Spit Fire.

- Sumeragi Kururu : C'est la nouvelle "Reine des Liens" et le soutien harmonique d'Ikki dont elle est amoureuse (ce qui lui vaut une certaine animosité de la part de Ringo). Elle suit la "Route du Diapason". C'est une tuneuse de génie qui transporte toujours des outils dans ses vêtements. Bien qu'étant officiellement neutre, elle n'hésite jamais à apporter son aide à Ikki.

- Isawa Hako : C'est un membre de la Tool Toul To. Elle essaiera de devenir le soutien harmonique d'Ikki mais sans succès. Elle devient par la suite le soutien harmonique de Sora.

- Kanon : C'est un autre membre de la Tool Toul To qui est également le cousin de Kururu. Il est le soutien harmonique de Ringo par qui il est attiré.

- Loon : C'est le second commandant de la Tool Toul To et également le membre le plus âgé. C'est un Gravity Child. Certaines parties de son corps sont artificielles (comme son bras gauche) et il garde toujours des armes sur lui.

### Les Autres Gangs
- Rez Boa Dogs : Gang dissous, auparavant dirigé par Inuyama avant qu'il ne soit défait par Ikki. Cet ancien gang est maintenant allié aux Kogarasu Maru.
- Yahoo : Gang dissous, auparavant dirigé par Buccha avant qu'il ne soit défait par Ikki.
- Skull Saders : Gang dissous, défait par Ikki aidé des Sleeping Forest. Il était auparavant dirigé par Magaki.
- Kintetsu Bulls : Gang  dirigé par T-Gonzô et allié aux Kogarasu Maru. T-Gonzô est le propriétaire d'une boutique de vêtements et est un grand ami d'Inuyama.
- Sabel Tiger : Gang dissous, défait par les Kogarasu Maru. Ses membres ont ensuite recréé un gang appelé « Pink Panthers ».
- Sleipnire : Gang uniquement composé de "Brain Chargers" ridant sur la Wing Road et ayant tous le niveau d'un roi. Ils seront défait par les Kogarasu Maru lors du Gram Scale.
- Animal House : Gang contre lequel les Kogarasu Maru ont perdu une fois. Ceux-ci les ont ensuite réaffrontés et les ont vaincus.
- Potemkine : Gang composé de huit frères gardiens d'une île où vivent des vieillards victimes des interventions régulières de la police pour capturer les lieux.

## Univers

### Les Routes (Roads)
Les 8 Routes de base sur lesquelles ridaient les 8 rois des Sleeping Forest sont :
- Route du Feu . Spit Fire était le roi de cette route et le détenteur du régalia des Flammes. Il a légué son titre et son Régalia à Kazu après sa mort. Basée sur la vitesse, la "Route des Flammes" consiste à créer des flammes par la friction des roues sur le sol lors du freinage.

- Wing Road/Route du Vent. Elle repose sur la création et la manipulation du vent. C'est la route que suivait Ikki au début du manga. Son roi potentiel est à présent Sora. Celui-ci, trouvant qu'Ikki était trop imprévisible et qu'il ne pourrait pas le manipuler à sa guise, a volé les Régalias du Vent à Ikki et redevient le "Roi du Vent".

- Route des Hauteurs. L'actuel roi de cette road est Nué. Cette route implique l'utilisation des AT pour générer des courants électriques et des champs magnétiques.

- Route des Ronces . Actuellement Ringo en est la Reine. La "Route des Epines" consiste à faire des mouvements normalement impossibles à réaliser pour le corps humain en créant des coussins d'azote au niveau des articulations ce qui permet d'accroître la mobilité. Rika était l'ancienne "Reine des Épines".

- Route du Sang . Dominée sans partage par l'actuel "Roi des Crocs", Agito, surnommé le "Requin". Celui qui suis la "Route du Sang" laisse ses marques sur le corps de son adversaire, l'intégrant à sa route.

- Over Road: La compétence que cette route octroie au porteur est liée au vent contraire : plus il est fort, plus la violence du coup de pied augmente. Le régalia du Grondement applique le principe du ramjet et aspire tout. Son actuel détenteur est Arthur.

- Route du Diapason . Actuellement, c'est Kururu Sumeragi qui en est la reine. Ce n'est pas vraiment une route pour rider, mais elle est indispensable au monde de l'Air Treck pour la bonne raison qu'elle permet de créer les Régalias. Les membres de la Tool Toul To sous les ordres d'Ine Makigami se servent de leurs grandes connaissances en mécanique AT pour réparer, tuner les trecks des riders ainsi que pour créer ou ajuster les régalias à partir de l'accord des sons. Chaque roi ou reine des routes possède un membre de la Tool Toul qui lui est attitré : c'est son "Soutien Harmonique".

- Route de Gaia: Kilik est l'actuel "Roi de la Pierre" (parfois orthographié "Roi des Gemmes"). En revanche, il s'est fait voler le Régalia de la pierre par Niké après le combat contre Sora.

À celles-ci s'ajoutent des Routes particulières utilisées par très peu de Storm Riders :
- Route de la Corne : Gabishi en est le roi. Elle consiste à envoyer des "cornes" de vide de manière similaire aux crocs de la "Route du Sang".

- Route des Bulles : Om est l'actuelle reine et la détentrice du régalia de l'Eau. Cette route consiste à créer des bulles grâce aux roues des Air Trecks.

- Apollon Road : C'est une route spéciale qui n'apparait seulement lorsque Spit Fire et Aiôn combattent ensemble. Elle libère l'énergie destructrice de la fureur d'Apollon sous forme de flammes à très haute température, tout en empêchant l'ennemi de bouger en arrêtant l'écoulement du temps. Aiôn et Spit Fire l'utilisent pour la première fois contre les jumeaux Sora et Nike Takeuchi, lors de la bataille qui les opposent au sommet de l'immeuble Sano.

- Hurricane Road ( Route de l'Ouragan ) : Le "Roi des Tempêtes" actuel est Ikki, et c'est aussi le seul à rider sur cette route pour l'instant. L'Hurricane Road est en fait une version beaucoup plus violente de la "Wing Road"… À l'image d'Ikki, elle est à la fois imprévisible et quasi incontrôlable.

- Route de Jade: Ridée par Niké, c'est une route hybride née de l'union de la pierre et du vent.

- Route des Sens: Route ridée uniquement par Onigiri. Elle consiste à créer des vapeurs toxiques avec la sueur.

### Les Regalias
- Regalias du Ciel : Le Regalia des Regalias, enfermés dans un coffre au fond de la tour inversée du Tropaïon et protégés par les Sleeping Forest qui pensent que ces objets peuvent causer le désespoir s'il sont mal utilisés. Ses capacités seraient si puissantes qu'il pourrait dominer le monde. Les frères Sora veulent le récupérer pour cette raison. On apprend un peu plus tard que ces Régalias sont constitués d'un gigantesque réseau virtuel, le Skylink. Chaque Air Treck serait relié aux autres par le biais de ce réseau. Contrôler le Skylink reviendrait donc à contrôler tous les Air Trecks existants et toutes les armes utilisant la technologie de l'Air Treck, et donc ) contrôler le monde entier.

- Regalias des Liens : ce Régalia à l'apparence d'un grand crucifix. Très complexe d'utilisation, seule la Reine des Liens peut s'en servir. Il permet, par exemple, de rassembler les autres harmoniques « non-reines » dans la « gamme infinie », un monde dominé par le son que seule la Reine des Liens peut percevoir en temps normal. Ce monde permet, entre autres, de décupler les capacités de réparation et de tuning des harmoniques qui s'y trouvent.

Les Regalias des Rois de Genesis :
- Regalias du grondement : Air Trek qui a pour principe d'absorber un vent contraire par l'avant de l'Air Treck pour ensuite les renvoyer par la partie inférieure du Treck et ainsi créer un "mur" d'air, ou par la partie arrière pour créer un phénomène d'accélération et ainsi décupler la puissance des coups de pied. Yoshitsune l'avait en sa possession jusqu'à sa mort et l'a légué à Ikki. Les matériaux qui composent ces Régalias serviront plus tard pour la création des Régalias des Tempêtes. Arthur, un Gravity Child de Genesis, possède une autre version de ce Régalia. En effet, le Régalia est intégré dans son corps afin de remplacer les organes qu'il a perdu dans le but de sauver son amie, Charlotte.

- Regalias des Flammes : Les Régalias des Flammes sont en fait des roues spéciales qui décuplent la chaleur créée par la friction au niveau du sol lorsque son utilisateur court ou lorsqu'il freine. Ceci a pour effet d'augmenter sa vitesse et de créer des différences de température qui font naître des mirages. Spit Fire les a légués à Kazu, qu'il juge comme son digne successeur. Mais Aiôn les a dérobés lors de la retraite en montagne des Kogarasu Maru, considérant que ces Régalias lui seraient plus utiles qu'à Kazu.

- Regalias du Vent : Aussi appelé « Moon stuck drop », « Bagram » (pour le noyau qui les compose), ou encore "Gouttes de Lune du Dieu des Ouragans", ils étaient possédés par Sora à l'époque des ex-Sleeping Forest. Après la trahison de Sora, Kilik demanda à Jabba, la propriétaire du petit shop Grand Slum, de les garder jusqu'au jour où elle trouvera quelqu'un digne de ces Régalias. Justement, quelques années plus tard, la tenancière du fameux shop les remet à Ikki qui les récupère sans vraiment savoir ce que c'est véritablement. Il le réalise seulement lorsque Sora en parle, à l'hôpital. Ces Régalias permettent tout simplement de créer le vent et de le manipuler à sa guise.

- Régalias de la Pierre : Ce sont des régalias qui consistent à aspirer la poussière pour en faire de la fumée et attaquer ou paralyser ses victimes. Ils appartiennent à Kilik mais Niké les a volés lors de la bataille qui opposa Sora à Kilik.

- Régalias du Tonnerre : armure de métal équipée de bobines de fils d'acier qui peuvent se déployer telle une toile. Nué se sert de ses fils pour transmettre le magnétisme créé par la friction de ses ATs et influencer une zone approximant la taille d'une ville. Cela permet notamment de créer des illusions en manipulant une zone du cerveau très sensible au magnétisme.

Les Regalias des Rois de Sleeping Forest :
- Ce sont des subregalias, créés sur des modèles identiques à ceux d'origine (qui ont disparu pour la plupart) et détenant la même puissance. Cependant, ils ne sont pas constitués d'un noyau comme les véritables régalias.

- Régalias des Épines : déjà utilisé par Rika, il est actuellement utilisé par Ringo, l'héritière des Sleeping Forest. Ce regalia consiste à faire des mouvements normalement impossibles avec le corps humain en créant des coussins d'air au niveau des articulations qui permettent d’accroître la mobilité. Les roues arrière des ATs se transforment en fouets épineux et lacèrent le corps de l'adversaire.

Les Regalias des Rois des Kogarasu Maru :
- Regalias des Crocs : Bloody Armor Gigaers, système de transfert qui exploite l'énergie d'inertie créée lors de la course pour inciser l'air à chaque coup de pied. Il en résulte une onde de choc qui explose, infligeant de sévères dégâts à l'adversaire. Les lames du regalia permettent également un freinage instantané. Seule condition, avoir des cuisses souples et solides au possible.

Les Regalias « non officiels » :
- Regalia de l'Eau : actuellement dominé par Om. Ce regalia permet à son utilisateur de créer des bulles d'eau grâce aux roues arrière de ses ATs.

- Regalia des Cornes : appartenant à Gabishi le sans visage, consiste à envoyer des cornes d'énergie.
- Regalia des Tempêtes : Regalia créé par Kururu pour Ikki. Un mélange entre le principe du regalia du Vent et le regalia du Grondement

### Tropaïon
La Tour du Tropaïon est le territoire de la Sleeping Forest. Au sommet se trouve, enfermés dans une boîte, les Régalias du Ciel. C'est une tour inversée, son sommet se situe à 24 km sous la couche terrestre. À cette profondeur la pression est 4 fois plus forte qu'à la surface du sol, les poumons sont littéralement écrasés sous la poitrine et on a l'impression de "se noyer dans l'air". Seule Ringo, la "Reine des Epines", n'est pas gênée par cela car sur la "Route des Ronces", les poumons sont constamment soumis à une pression semblable. Ikki y est entré pour la première fois dans le tome 1 avant même de se mettre à l'Air Treck.
C'est dans la tour que se déroule la finale du Gram Scale Tournament, la Sleeping Forest a donc un avantage certain sur ce terrain.

## Manga
La série a été prépubliée dans le magazine Weekly Shōnen Magazine entre octobre 2002 et mai 2012, avec une petite pause entre juillet et septembre 2010. Le premier volume relié est sorti le 16 mai 2003 et le trente-septième et dernier le 17 juillet 2012.
Un chapitre épilogue est sorti dans le Weekly Shonen Magazine du 23 décembre 2015, soit 3 ans après la fin de la série. Il est intitulé Trick:358 et l'histoire se déroule 6 mois après la fin de la bataille finale. 
Air Gear a reçu en 2006 le prix du manga de son éditeur Kōdansha dans la catégorie shōnen.

### Fiche technique
- Édition japonaise : Kōdansha
  - Nombre de volumes sortis : 37 (terminé)
  - Date de première publication : mai 2003
  - Prépublication : Weekly Shōnen Magazine, octobre 2002 - 25 mai 2012
- Édition française : Pika Édition
  - Nombre de volumes sortis : 37 (terminé)
  - Date de première publication : novembre 2006
  - Format : 120 mm × 180 mm
  - 192 pages par volume
- Autres éditions
  -   Del Rey Books
  -  Tanoshimi
  -  Norma
  -  Tong Li Comics
  -  Haksan Publishing
  -  Schibsted Förlagen Sverige AB
  -  Vibulkij
  -  Level Comic
  -  Panini Comics

## Anime

### Série télévisée
La série animée Air Gear est composée de 25 épisodes suivant la trame originale du manga jusqu'au tome 12 environ.
Tout comme le manga, les épisodes n'ont pas de noms respectifs. Ils sont nommés « Trick ». Ainsi, les noms japonais des épisodes ne comportent pas de caractères rômaji. Quant à la version française, elle reprend les mêmes titres que les épisodes japonais.
Les OAV listés ci-dessous sont sortis au Japon uniquement en DVD. Leur date de sortie s'affiche dans la case de 1re diffusion.

#### Fiche technique
- Réalisation : Hajime Kamegaki
- Character design : Masayuki Satō
- Musiques : Hideki Naganuma (Skankfunk)
- Studio d'animation : Tōei animation
- Licencié par :
  -  TV Tokyo
  -  Kazé[7]
- Nombre d’épisodes : 25 + 1 épisode spécial
- Durée : 25 minutes
- Chaînes de diffusion
  -  TV Tokyo
  -  W9
  -  Anime Network
  -  Indosiar
  -  ABS-CBN, Animax
  -  Cartoon Network
  -  Canal Panda, Panda Biggs, Animax
- Dates de première diffusion :
  -  TV Tokyo : 4 avril 2006
  -  W9 : 1er avril 2009[8]
- Version française réalisée par :
  - Société de doublage : Dubbing Brothers

On peut distinguer trois périodes différentes dans l'anime :
- Épisodes 1 à 7 - Les débuts d'Ikki ou la découverte d'un univers
- Épisodes 8 à 15 - La création d’une team
- Épisodes 16 à 25 - L'ascension du roi du ciel

#### Génériques
| Générique | Épisodes | Début | Début   | Fin        | Fin       |
| Générique | Épisodes | Titre | Artiste | Titre      | Artiste   |
| --------- | -------- | ----- | ------- | ---------- | --------- |
| 1         | 1 – 25   | Chain | BACK-ON | Sky 2 High | Skankfunk |

### OAV
Le premier épisode reprend le combat opposant Ringo et Ikki dans le tome 16. Les deux autres épisodes reprennent quant à eux le combat entre les Kogarasu Maru et les ex-Sleeping Forest dans la dimension internet des tomes 23 et 24.

#### Fiche technique
- Réalisation : Shinji Ishihira
- Character design : Osamu Horiuchi
- Musiques : Hideki Naganuma (Skankfunk)
- Studio d'animation : Satelight
- Nombre d'épisodes : 3
- Durée : 25 minutes
- Date de sortie DVD :
  - OAV 1 - 17 novembre 2010[9]
  - OAV 2 - 17 mars 2011
  - OAV 3 - 17 juin 2011[10]

#### Génériques
Il n'y a que des génériques de fin dans les trois OAV. 
- Génériques de fin

| Épisodes | Titre                   | Artiste           |
| -------- | ----------------------- | ----------------- |
| OAV 1    | Forest Walker           | a flood of circle |
| OAV 2    | Miss X DAY              | a flood of circle |
| OAV 3    | Sweet Home Battle Field | a flood of circle |

### Doublage
| Personnages    | Voix japonaises  | Voix françaises     |
| -------------- | ---------------- | ------------------- |
| Minami Itsuki  | Kenta Kamakari   | Emmanuel Dekoninck  |
| Mikura Kazuma  | Kenn             | Christophe Hespel   |
| Mihotoke Issa  | Hitoshi Bifu     | Claudio Dos Santos  |
| Onigiri        | Masami Kikuchi   | Jean-Paul Clerbois  |
| Akito/Agito    | Kokoro Kikuchi   | Aurélien Ringelheim |
| Ringo Noyamano | Mariya Ise       | Alice Ley           |
| Simka          | Rie Tanaka       | Hélène Couvert      |
| Sano Yasuyoshi | Hiroaki Hirata   | Bruno Mullenaerts   |
| Ryô Mimasaka   | Miki Itō         | Marie Van R         |
| Sora Takeuchi  | Mitsuru Miyamoto | Sébastien Hébrant   |